# 陳第

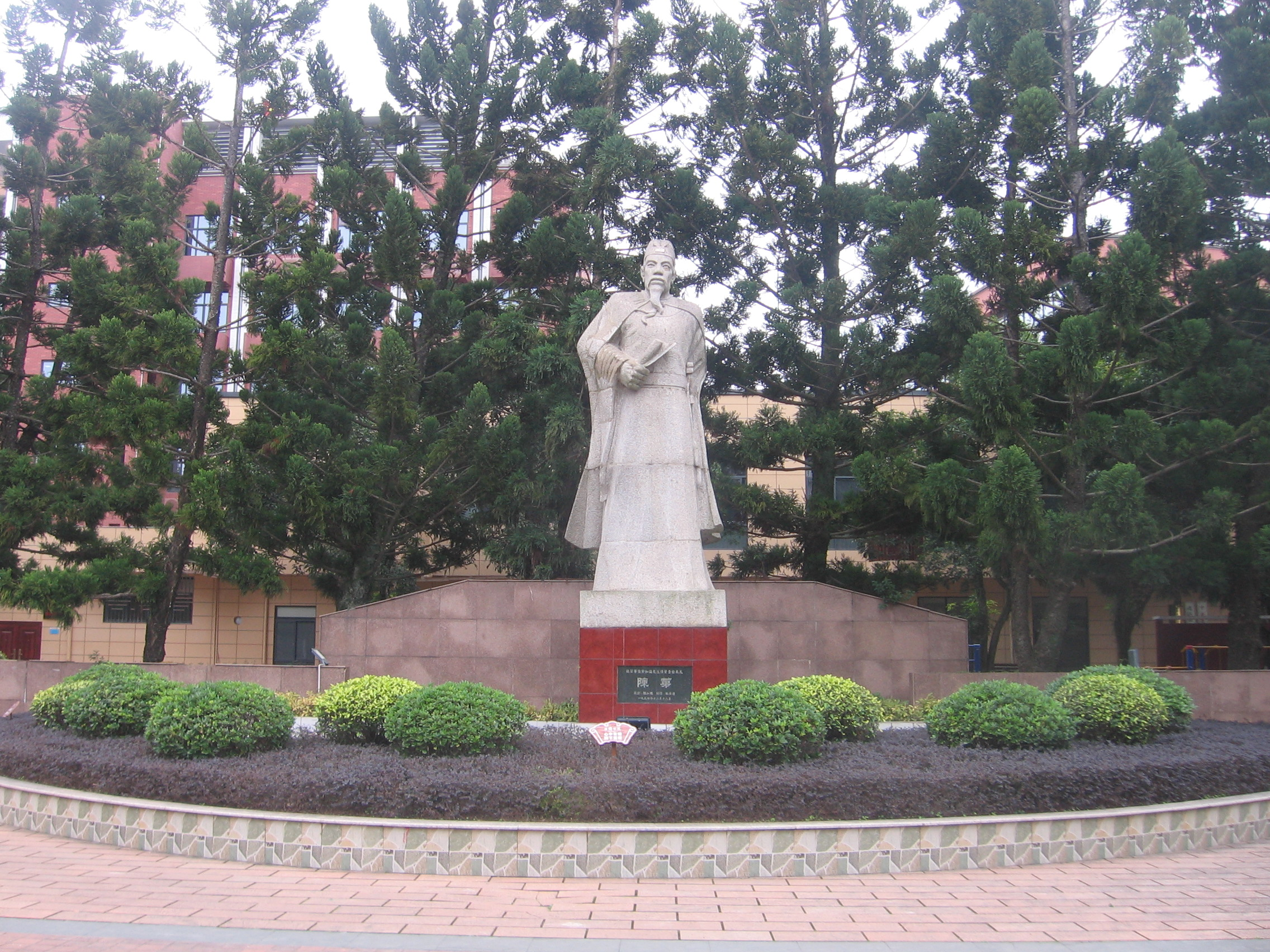
位於連江的陳第雕像

陳第（1541年4月10日—1617年4月28日），字季立，號一齋，福州連江人，明朝儒生、音韻學家、藏書家。其貢獻在音韻學上最為重要，指出字音會隨著時地差異，糾正自宋朝朱熹以來錯誤的叶音觀念。曾隨名將沈有容至台灣，返國後將其見聞寫成〈東番記〉一文，被視為研究台灣原住民的重要文獻之一。

## 生平
明嘉靖二十年（1541年）三月三日，陳第生於福建連江西郊化龍橋北。父陳木山，時年三十二；母楊孺人，時年三十一；夢雷震而出生。隆准方瞳，顴骨高聳。有游僧見之，試其啼，曰：『是兒聲出丹田，他日必成遠器』。
嘉靖二十六年（1547年），七歲開始讀書。
嘉靖四十一年（1562年），戚繼光奉旨到福建攻打倭寇，與陳第相識。
萬曆元年（1573年），俞大猷移防福建，聘陳第為幕客。
萬曆八年（1580年）十二月，兵部尚書方逢時題補陳第為薊鎮三屯車兵前營游擊將軍，以署參將駐漢兒莊，用副總兵體統行事，鎮守古北口。
萬曆四十五年丁巳（1617年）三月二十一日，陳第歿七十有七。歸土于連江官嶺戈沃山中。

## 藏書
陳第於南京時搜訪圖書近五年，歸家時裝書二大車。先後積書至千九百餘種，萬餘冊，藏書家趙昱考證其有三百餘種為珍稀善本。積至多年，遂有書數萬卷。編有《世善堂藏書目錄》二卷。分類不按四部，先分經、四書、子、史、集，各家共六類，下再分小類，書成于萬曆四十四年（1616年）。連江城西，原有「世善堂」為一齋藏書贏，「倦游廬」，為先生著書處，現已不存。

## 著作
音韻學
- 《毛詩古音考》（最為著名）
- 《讀詩拙言》
- 《屈宋古音義》

除音韻學作品外，著有〈東番記〉一文（收錄在沈有容輯《閩海贈言》），《兩粤遊草》、《世善堂藏書目》、《一齋集》等書。